# Myoconcha transatlantica
Myoconcha transatlantica fue una especie de molusco bivalvo. Es un fósil que vivió durante el Cretácico inferior, entre el Valanginiano y Hauteriviano, en lo que hoy es el norte de la Patagonia argentina, durante ese momento la zona estaba cubierta por el Océano Pacífico, que ingresó por una abertura en el arco volcánico de la Cordillera de los Andes. El fósil se encuentra en el miembro Agua de la Mula, Formación Agrio, Cuenca Neuquina, Neuquén, Argentina. Fue nombrada por el naturalista C. Burckhardt en 1900.

## Características anatómicas y modo de vida
Fue un bivalvo de gran tamaño, con una charnela adonta (sin dientes), cuyas valvas son alargadas e inequilaterales. Era suspensívoro y semi infaunal sésil que vivió con su biso fijado dentro del estrato (endobisado).  